# No te contaron mal
"No te contaron mal" es una canción del cantautor mexicano Christian Nodal lanzada el 7 de septiembre de 2018 como el primer sencillo de su segundo álbum Ahora (2018). Fue escrita por Nodal, Gussy Lau y el compositor y productor estadounidense Edgar Barrera.

## Posicionamiento en listas
| Lista (2018-19)                        | Mejor posición |
| -------------------------------------- | -------------- |
| México Top 20 General (Monitor Latino) | 1              |
| Estados Unidos (Hot Latin Songs)       | 10             |

### Listas de fin de año
| Lista (2018)                   | Posición |
| ------------------------------ | -------- |
| México (Monitor Latino)        | 53       |
| Lista (2019)                   | Posición |
| Colombia (Monitor Latino)      | 69       |
| El Salvador (Monitor Latino)   | 35       |
| Guatemala (Monitor Latino)     | 46       |
| US Hot Latin Songs (Billboard) | 34       |

## Certificaciones
| País                                                             | Certificación      | Ventas   |
| ---------------------------------------------------------------- | ------------------ | -------- |
| Estados Unidos                                                   | 8× Platino (Latin) | 480,000^ |
| ^ cifras de envíos sobre la base de la certificación por sí sola |                    |          |